# 帕拉马蒂
帕拉马蒂（Paramathi），是印度泰米尔纳德邦Namakkal县的一个城镇。总人口10957（2001年）。

## 人口
该地2001年总人口10957人，其中男性5473人，女性5484人；0—6岁人口1174人，其中男593人，女581人；识字率68.98%，其中男性为76.81%，女性为61.16%。